# Оливетанцы
Оливетанцы (оливеты), полное название — Бенедиктинская Конгрегация Пресвятой Марии с горы Оливето (итал.  Congregazione Benedettina di Santa Maria di Monte Oliveto OSBoliv) — католический мужской монашеский орден, являющийся ответвлением монашеского ордена бенедиктинцев и основывающий свою духовность на бенедиктинском уставе святого Бенедикта. Название «оливеты» происходит от первого монастыря, Монте Оливето Маджоре, который находился возле санктуария, посвящённого Иисусу Христу, страдавшего в Гефсиманском саду на Елеонской горе (по-итальянски Oliveto означает Елеонская гора). В настоящее время оливеты входят в Бенедиктинскую конфедерацию, объединяющую монашеские конгрегации и ордены, живущие согласно бенедиктинской духовности.

## История
«Конгрегация Пресвятой Марии с горы Оливето» была основана в 1319 году в одном из бенедиктинских монастырей святым Бернардом Толомеем в Италии по благословению епископа Ареццо. В отличие от традиционных бенедиктинских аббатств, каждое из которых было автономным, оливеты организовывали свои монастыри согласно иному принципу — новосозданные монастыри назывались лока (лат. locus — «место») и не имели своего настоятеля, но приора, который был подотчётен материнскому монастырю.
В 1344 году папой Климентом VI был утверждён устав конгрегации оливетов в виде монашеского ордена. В настоящее время монастыри оливетов существуют в Италии, Франции, Англии, Мексике, Гватемале, Израиле, Южной Корее.

## Источник
- Encyklopedia chrześcijaństwa, red. Henryk Witczak, Kielce 2000.
- Chrześcijaństwo.Encyklopedia PWN.Święci zakony sanktuaria, red.Stanisław Pużyński,Warszawa 2007.